# 古之奇
古之奇（？—784年？），唐朝官員。

## 生平
寶應二年洪源榜進士，与耿湋同科。與李端有金蘭之好。大曆年間，涇原節度使馬璘聘之奇為幕府，掌书记，大曆十一年，馬璘卒，之奇仍留幕中。历佐节度使段秀实、李怀光、朱泚、姚令言等。建中四年，姚令言等拥立原泾原节度使朱泚为帝，之奇替朱泚撰《為朱泚署坊市榜》一文，擔任兵部員外郎，興元元年（784年）五月，王師收復京城；是年六月，朱泚、姚令言先後被俘殺。古之奇不知所終，可能於是年七月，同受偽署官喬琳、蔣鎮、張光晟、李通、蔣鑑等人“伏誅”。古之奇作有《县令箴》之奇文，曰：“政不欲猛，刑不欲宽。宽则人慢，猛则人残。小恶无为，涓流成池。片言可用，毫未将拱。”，有集传世。